# Йордан Тодоров (политик)
Йордан Христов Тодоров е български финансист и политик от партия „Възраждане“. Народен представител в XLIX народно събрание, L народно събрание и LI народно събрание.

## Биография
Йордан Тодоров е роден на 16 април 1989 г. в град Толбухин, Народна република България. Придобива бакалавърска степен по финанси и магистърска степен по публични финанси в Икономически университет – Варна.
Професионалната му кариера почти изцяло преминава в областта на енергетиката. В продължение на девет години работи като портфолио мениджър в международна енергийна компания. Той е сертифициран търговец на електрическа енергия на Българската независима енергийна борса и Европейската енергийна борса (EEX AG).

## Политическа дейност
През август 2014 г. в град Плиска Йордан Тодоров става един от учредителите на „Възраждане“.
На парламентарните избори през 2023 г. е кандидат за народен представител от листата на партия „Възраждане“, 5-и в 24-ти МИР – София. Избран е за народен представител от същия многомандателен избирателен район.
В XLIX народно събрание е член на Комисията по бюджет и финанси и член на Комисията по енергетика.
На парламентарните избори на 9 юни 2024 г. за L народно събрание Йордан Тодоров е кандидат за народен представител от листата на партия „Възраждане“. Избран за народен представител от 24-ти МИР – София. В L народно събрание е заместник-председател на Комисията по бюджет и финанси и член на Комисията по енергетика.
На парламентарните избори на 27 октомври 2024 г. за LI народно събрание Йордан Тодоров е кандидат за народен представител от листата на същата партия. Избран е за народен представител от 24-ти МИР – София.